# 李浩修
李浩修（1986年12月5日—），生於中華人民共和國黑龍江省哈爾濱市，朝鮮族，身高177cm，中國男歌手。經紀公司為新鮮音樂。

## 電影
- 2012年 台灣棒球電影 球來就打 (投手 李建剛)

## 作品

### Fresh.M單曲
- 2011年 單曲《Wanna be your love》、《Wanna be your love愛的告白式》寫真書+DVD

### 個人單曲
- 《自high萬歲》